# Danny Vranes
Danny Vranes (ur. 29 października 1958 r. w Salt Lake City) – amerykański koszykarz chorwackiego pochodzenia, skrzydłowy, zaliczony do drugiego składu najlepszych obrońców NBA.

## Osiągnięcia
Na podstawie, o ile nie zaznaczono inaczej.
NCAA
- Uczestnik rozgrywek:
  - Sweet 16 turnieju NCAA (1978, 1981)
  - turnieju NCAA (1978, 1979, 1981)
- Mistrz sezonu regularnego konferencji Western Athletic (WAC – 1981)
- Wybrany do:
  - I składu All-WAC (1979–1981)
  - II składu:
    - All-American (1981)
    - All-WAC (1978)

  - All-Century Team (2008)[3]
- Uczelnia zastrzegła należący do niego numer 23[3]

NBA
- Wybrany do II składu defensywnego NBA (1985)[1]

Reprezentacja
- Mistrz igrzysk panamerykańskich (1979)[4]
- Srebrny medalista Pucharu Juri Gagarina (1978)[5]
- Członek kadry olimpijskiej na igrzyska w Moskwie (1980), które zostały zbojkotowane przez USA. Zespół wziął wtedy udział w trasie pokazowej „Gold Medal Series”, występując przeciw składom NBA All-Star oraz drużynie olimpijskiej z 1976 roku[6]